# Kościół Najświętszego Serca Pana Jezusa w Starogardzie Gdańskim
Kościół pw. Najświętszego Serca Pana Jezusa w Starogardzie Gdańskim – modernistyczna świątynia rzymskokatolicka, kościół parafii Najświętszego Serca Pana Jezusa w Starogardzie Gdańskim, główny kościół dekanatu Starogard Gdański.
Kalendarium budowy:
- 7 czerwca 1986 – wmurowanie kamienia węgielnego,
- 11 listopada 1989 – uroczystości w nowym, lecz jeszcze nie konsekrowanym kościele,
- 10 czerwca 1994 – konsekracja kościoła Najświętszego Serca Pana Jezusa.